# Kanadische Badmintonmeisterschaft 1926
Die Kanadische Badmintonmeisterschaft 1926 fand in Ottawa statt. Es war die fünfte Auflage der nationalen kanadischen Titelkämpfe im Badminton.

## Titelträger
| Disziplin    | Sieger                        |
| ------------ | ----------------------------- |
| Herreneinzel | C. Walter Aikman              |
| Dameneinzel  | Esme F. Coke                  |
| Herrendoppel | Reginald H. Hill Jack G. Muir |
| Damendoppel  | C. A. Boone Esme F. Coke      |
| Mixed        | Jack G. Muir Eileen George    |